# Castillo de Trebujena
El castillo de Trebujena, conocido también como castillo de los Guzmanes y castillo de Guzmán el Bueno, es una fortaleza española situada en la provincia de Cádiz, en Andalucía, y declarada Bien de Interés Cultural (BIC) en 1983. En el municipio también es conocido popularmente como Castillo del Altozano, en referencia a la plaza donde se encuentra situado.

## Localización
El castillo se encuentra rodeado por casas que apenas sobresalen de la zona que compone la manzana formada por las plazas de Federico García Lorca, Antonio Cañadas y Altozano, y la calle Antonio Machado. El castillo es accesible a través de la plaza del Altozano — entrada principal — y a través de la calle Antonio machado, puerta lateral.

## Orígenes
Se trata de un castillo de origen árabe construido entre finales del siglo XIII y comienzos del siglo XIV. Más tarde el edificio fue adquirido por Guzmán el Bueno. En sus comienzos el castillo fue concebido con fines defensivos, es decir, defender a la población de ataques enemigos. El edificio poseía una serie de torres vigías que se comunicaban entre ellas. Se cree que el castillo fue reconstruido por Alonso Pérez de Guzmán el Bueno (1550-1615).

## Conservación
En 2017 el edificio medieval conserva únicamente cuatro lienzos de muralla construido en sillería y que definen su perímetro. El interior del edificio tiene un perímetro de 17 x 16 metros. En la esquina suroeste se encuentran restos de una de las torres vigías que sirvió para construir el castillo actual.
El exterior de la muralla se encuentra consolidado por un edificio que se encuentra anexo a los muros de muralla, salvo en el caso de los patios traseros de algunas de las casas colindantes desde las que se pueden ver un fragmento entero de la muralla.
Para rematar las murallas se colocan elementos ornamentales y defensivos. Sobre esta muralla se encuentra Crestería, construida en la década de 1980.

## Interés arqueológico
En 2006 se llevaron a cabo una serie de actividades arqueológicas en el interior del castillo, bajo la dirección de Diego Bejarano Gueimundez. Se realizaron una serie de trabajos de restauración para acondicionar el castillo a actividades culturales.

## Propósitos
El castillo de Trebujena ha servido como Plaza de abastos. El edificio ha sido usado como torre vigía y pozo para abastecer a la población de agua potable en el siglo XVII. Entre el siglo XIX y XX el edificio fue usado como casa.
El edificio fue adquirido en propiedad por el Ayuntamiento de Trebujena previa compra a los hermanos Villagrán Galán en 1966. En 1968 sería incluido en el Inventario de Protección del Patrimonio Cultural Europeo, España, Monumentos de Arquitectura Militar (Madrid, 1968). El castillo fue en 1985 catalogado como patrimonio de interés cultural en los archivos de la Junta de Andalucía.

## Estado de conservación
El Ayuntamiento de Trebujena, bajo protección del proyecto CULTURCAD con Fondos Europeos de Desarrollo Regional (FEDER) trajo consigo la demolición del antiguo mercado de abastos.
En 2017 se conservan los cuatro lienzos de muralla, así como los restos del torreón.